# Борис Александров
Борис Александрович Александров (* 4 август 1905 г. в Бологое в Новгородска губерния, Руска империя; † 17 юни 1994 г. в Москва, Русия) е съветски композитор и хормайстор. Той е син на Александър Александров и негов наследник като дългогодишен директор на ансамбъл „Александров“.

## Живот

### Началото на музикалната кариера
Борис Александров започва музикалното си образование в ранна възраст чрез баща си Александър Александров; той взим уроци по пиано и пее в хора на баща си. Той свири на виола и пее в детския хор на Болшой театър от 1918 г., където се изявява заедно с певци като Фьодор Шаляпин. През 1929 г. завършва Московската консерватория, където от 1923 г. е ученик на Райнхолд Глиер. От 1930 до 1937 г. е диригент и ръководител на музикалния отдел на Театър „Червена армия“. От 1937 г. е диригент и заместник художествен ръководител на ансамбъла на баща си, Ансамбълът за песни и танци на Червената армия (по-известен на Запад като Хор на Червената армия). Между 1933 и 1941 г. работи и като асистент в Московската консерватория.

### Велика отечествена война
По време на Втората световна война ансамбъл „Александров“ е свирил повече от 1500 пъти пред части на Червената армия, като понякога самият Борис Александров е дирижирал ансамбъла. Ансамбълът е имал за цел да укрепи морала и бойния дух на войниците. Поради здравословни проблеми на баща си Александров трябва сам да поеме част от ръководството и организацията на ансамбъла.

### Директор на ансамбъл „Александров“
След смъртта на баща си през 1946 г. Борис Александров поема ръководството на ансамбъла. Най-важното изпълнение на Александров в ранния му период като ръководител на ансамбъла е концертът на Жандарменмаркт в Берлин през август 1948 г.
През октомври 1961 г. Александров дирижира ансамбъла на концерт на приятелството в Куба. Фидел Кастро, Че Гевара и Освалдо Дортикос са сред зрителите. На лична среща след концерта между Кастро и Александров двамата си разменят шапки в знак на приятелство и солидарност.
Особеност в стила на дирижиране на ансамбъл „Александров“ от страна на Александров е, че той успява да продължи представлението самостоятелно, без диригент. Борис Александров понякога предава диригентството на солист на ансамбъла, докато самият той слиза от сцената.
Той ръководи ансамбъла до февруари 1987 г., общо 41 последователни години, по-дълго от всеки друг директор на ансамбъла.

### Последни години от живота
През февруари 1987 г., на 81-годишна възраст, Александров се пенсионира и е наследен от Игор Германович Агафонников.
Малко преди смъртта си Александров е посетен от бивши солисти на ансамбъла. Леонид Харитонов, Алексей Сергеев, Иван Букреев и Артър Айзен се срещат с Александров за последен път. Само малко по-късно той почива.
Борис Александров е погребан на Новодевичското гробище в Москва.

## Титли и награди

### Ордени
- Герой на социалистическия труд (1975 г.)
- Орден Ленин (1949, 1967, 1975)
- Орден на Октомврийската революция (1985 г.)
- Орден на Великата отечествена война, 2-ра степен (1985 г.)
- Орден на Трудовото червено знаме (1964 г.)
- Орден „За служба на Отечеството във Въоръжените сили на СССР“, 3-та степен (1982 г.)

### Медали
- Медал „За бойни заслуги“ (1953 г.)
- Медал „За изключителна работа“ (1939 г.)
- Медал „За отбраната на Москва“
- Медал за победа над Германия
- Медал „За героичен труд във Великата отечествена война 1941–1945 г.“
- Медал „Ветеран на въоръжените сили на СССР“
- Медал „За развитието на нови територии“
- Медал „За безупречна служба“

### Почетни награди
- Народен артист на СССР (1958)
- Народен артист на РСФСР (1948)
- Заслужил артист на РСФСР (1944)
- Сталинска награда (1950 г.)
- Ленинска награда (1978 г.)

### Чуждестранни награди
- Орден 9 септември 1944 г., I степен (Народна република България)
- Орден на Червеното знаме (Монголия, 1964).[3]